# WORLD ORDER
WORLD ORDER（ワールド・オーダー）は、日本のダンスパフォーマンスグループ、音楽グループ。専属契約している音楽レーベルはなく、作品ごとに音楽レーベルを変えている。

## 概要
元格闘家・拓殖大学レスリング部監督・タレント・俳優の須藤元気が、男性ダンサーと共に結成。楽曲に関しては須藤元気と共に渡部高士やケン・イシイなど主にテクノのジャンルで活躍しているアーティストやクリエーターが同グループの音楽イメージを作り上げている。
「スーツを着てメガネをかけて髪の毛をキッチリ固める」といったステレオタイプな日本人サラリーマンのビジュアルに「ロボットのようなダンス」というパフォーマンスが海外で高く評価され、日本国内では『笑っていいとも!』『中居正広の金曜日のスマたちへ』『情報プレゼンター とくダネ!』『SMAP×SMAP』などのテレビ番組への出演を契機に、知名度は一般層にまで拡大しつつある。
2017年までにミュージックビデオ制作のために名古屋、東京、京都、横浜、アメリカ、メキシコ、韓国、イギリス、フランス、ドイツ、中国、インドなどで撮影が行なわれている。

## 経歴
2009年、須藤元気が男性ダンサーと共にパフォーマンスユニット「WORLD ORDER」を結成した。
2009年12月16日にデビュー曲『WORLD ORDER』をITunes先行配信で発売。
2012年3月15日に「Dell Streak Pro」販売記念のイベントで、WORLD ORDERの7人の他640人のダンサーの計647人で「WORLD ORDER」を踊り、「最大人数のロボットダンス」でギネス世界記録に認定された（現在は更新されている）。
2015年後半からフロントメンバーの須藤は表舞台から離れ、プロデューサーとして裏方に徹していた。
2019年6月、須藤が政治家活動を開始するにあたって、プロデューサーを引退した。
2020年3月、所属メンバーを固定せず、出演案件ごとに最適と思われる編成にて対応する運用スタイルに変更した。
2021年9月、現在非公開にされている ”EXODUS” を除くと約2年半ぶりに新ミュージックビデオを公開。須藤元気、上西隆史が再び登場している。出演メンバーは須藤、上西、内山、森澤、富田の5人。
2025年4月、須藤がグループを再始動すると報告した。再始動に伴いグループメンバーが須藤含め7人体制となる見通しだ。
公開された”NEO SAMURAI”では、須藤元気、高橋昭博、上西隆史が再び登場している。しかし、所属メンバーである静永紘介は登場していない。出演メンバーは須藤、内山、森澤、高橋、上西、富田、木村の7人。

## メンバー
| 現在の所属メンバー（※ 2020年3月に固定メンバー制廃止） | 現在の所属メンバー（※ 2020年3月に固定メンバー制廃止） | 現在の所属メンバー（※ 2020年3月に固定メンバー制廃止） | 現在の所属メンバー（※ 2020年3月に固定メンバー制廃止） | 現在の所属メンバー（※ 2020年3月に固定メンバー制廃止）                     |
| 名前                                                  | 読み                                                  | 生年月日                                              | 血液型                                                | 備考                                                                      |
| ----------------------------------------------------- | ----------------------------------------------------- | ----------------------------------------------------- | ----------------------------------------------------- | ------------------------------------------------------------------------- |
| 須藤元気                                              | すどう げんき                                         | 1978年3月8日（47歳）                                  | B型                                                   | (初期メンバー) 初代リーダー兼ヴォーカリスト、プロデューサー、ディレクター |
| 内山隼人                                              | うちやま はやと                                       | 1980年9月22日（44歳）                                 | O型                                                   | （初期メンバー）                                                          |
| 森澤祐介                                              | もりさわ ゆうすけ                                     | 1982年3月14日（43歳）                                 | B型                                                   | （初期メンバー）                                                          |
| 富田竜太                                              | とみた りゅうた                                       | 1988年6月26日（37歳）                                 | O型                                                   | 2013年4月加入                                                             |
| 木村圭佑                                              | きむら けいすけ                                       | 1993年12月20日（31歳）                                | O型                                                   | 2019年5月加入                                                             |
| 静永紘介                                              | しずなが こうすけ                                     | 1994年6月24日（31歳）                                 | B型                                                   | 2019年5月加入                                                             |
| 卒業したメンバー                                      |                                                       |                                                       |                                                       |                                                                           |
| 名前                                                  | 読み                                                  | 生年月日                                              | 血液型                                                | 備考                                                                      |
| 崎山清之                                              | さきやま きよゆき                                     | 1977年12月16日（47歳）                                | A型                                                   | 2011年8月12日卒業 (初期メンバー)                                          |
| 野口量                                                | のぐち りょう                                         | 1980年5月13日（45歳）                                 | A型                                                   | 2013年4月30日卒業 (初期メンバー) チーフコリオグラファー                   |
| 落合将人                                              | おちあい まさと                                       | 1980年8月27日（44歳）                                 | A型                                                   | 2010年1月加入～2017年8月7日卒業 2代目リードヴォーカル                     |
| 上西隆史                                              | じょうにし たかし                                     | 1986年8月13日（38歳）                                 | B型                                                   | 2011年8月加入～2018年5月27日卒業                                          |
| 高橋昭博                                              | たかはし あきひろ                                     | 1979年1月4日（46歳）                                  | B型                                                   | 2010年1月加入～2020年8月31日卒業 2代目リードヴォーカル                    |
| 掛札拓郎                                              | かけふだ たくろう                                     | 1986年8月5日（38歳）                                  | A型                                                   | 2019年5月加入～2020年8月31日卒業 3代目リードヴォーカル                    |

竹岡常吉（たけおか つねきち）は2013年4月から研修生ダンサーとして入っていたが同年8月1日に終了した。

## 野口量脱退の経緯
2013年4月20日にWORLD ORDERの武道館ライブが開催されたが、そのライブ開催日の前日の2013年4月19日に野口によるビデオパートの一部を振付をしたwill.i.amの#thatPOWERのミュージックビデオがYouTube上に公開された。そのミュージックビデオの振付がWORLD ORDERの振付と酷似しており、「WORLD ORDERとのコラボ」と一部マスコミで報道がされたがWORLD ORDERの所属事務所は公式に否定。当該報道はコラボではなかったと追記訂正された。野口は武道館ライブ出演の後、程なくしてWORLD ORDERを脱退。

## ディスコグラフィー

### アルバム
※LET'S START WW3(2020年版)では当初、THE NEXT PHASE、MULTIPOLARITY、WE ARE ALL ONE が収録予定だったが、その後LET'S START WW3(2023年版)に収録された。

## ミュージックビデオ
街中での撮影は基本的に封鎖は行わず、その時その情景を撮る事を旨としている為、一般の人がカメラとパフォーマーの間を横切る映像がそのまま使われていることもある。
| 発表日         | 監督     | 曲名                                                   | 出演者                                   | ヴォーカル        |
| 2009年12月12日 | 須藤元気 | 「WORLD ORDER」                                        | 須藤、崎山、野口、内山、森澤             | 須藤元気          |
| 2010年7月24日  | 須藤元気 | 「MIND SHIFT」                                         | 須藤、崎山、野口、内山、森澤、落合、高橋 | 須藤元気          |
| 2010年9月23日  | 須藤元気 | 「BOY MEETS GIRL」                                     | 須藤、崎山、野口、内山、森澤、落合、高橋 | 須藤元気          |
| 2010年9月25日  | 須藤元気 | 「WORLD ORDER in New York」                            | 須藤、崎山、野口、内山、森澤、落合、高橋 | 須藤元気          |
| 2011年3月19日  | 須藤元気 | 「MACHINE CIVILIZATION」                               | 須藤、崎山、野口、内山、森澤、落合、高橋 | 須藤元気          |
| 2011年10月26日 | 須藤元気 | 「2012」                                               | 須藤、野口、内山、森澤、落合、高橋、上西 | 須藤元気          |
| 2012年5月16日  | 須藤元気 | 「AQUARIUS」                                           | 須藤、野口、内山、森澤、落合、高橋、上西 | 須藤元気          |
| 2012年8月28日  | 須藤元気 | 「CHANGE YOUR LIFE」                                   | 須藤、野口、内山、森澤、落合、高橋、上西 | 須藤元気          |
| 2012年9月22日  | 須藤元気 | 「PERMANENT REVOLUTION」                               | 須藤、野口、内山、森澤、落合、高橋、上西 | 須藤元気          |
| 2013年6月18日  | 須藤元気 | 「IMPERIALISM」                                        | 須藤、内山、森澤、落合、高橋、上西、富田 | 須藤元気          |
| 2013年10月6日  | 須藤元気 | 「Welcome to TOKYO」                                   | 須藤、内山、森澤、落合、高橋、上西、富田 | 須藤元気          |
| 2013年12月7日  | 須藤元気 | 「LAST DANCE」                                         | 須藤、内山、森澤、落合、高橋、上西、富田 | 須藤元気          |
| 2014年2月16日  | 須藤元気 | 「THIS IS LIFE」                                       | 須藤、内山、森澤、落合、高橋、上西、富田 | 須藤元気          |
| 2014年3月20日  | 須藤元気 | 「HAVE A NICE DAY」                                    | 須藤、内山、森澤、落合、高橋、上西、富田 | 須藤元気          |
| 2014年11月7日  | 須藤元気 | 「INFORMAL EMPIRE」                                    | 須藤、内山、森澤、落合、高橋、上西、富田 | 須藤元気          |
| 2015年3月13日  | 須藤元気 | 「THE HISTORY OF VOICE 2015」                          | 内山、森澤、落合、高橋、上西、富田       | なし              |
| 2015年7月28日  | 須藤元気 | 「MULTIPOLARITY」                                      | 内山、森澤、落合、高橋、上西、富田       | 落合将人 高橋昭博 |
| 2015年10月19日 | 須藤元気 | 「THE NEXT PHASE」                                     | 須藤、内山、森澤、落合、高橋、上西、富田 | 須藤元気          |
| 2016年2月27日  | 須藤元気 | 「QUIET HAPPINESS (China)」「QUIET HAPPINESS (India)」 | 内山、森澤、落合、高橋、上西、富田       | 落合将人 高橋昭博 |
| 2017年3月12日  | 須藤元気 | 「SINGULARITY」                                        | 須藤、内山、森澤、落合、高橋、上西、富田 | 須藤元気          |
| 2017年9月8日   | 上西隆史 | 「FIND THE LIGHT IN THAILAND」                         | 内山、森澤、高橋、上西、富田             | 高橋昭博          |
| 2017年11月29日 | 上西隆史 | 「ONE STEP FORWARD」                                   | 内山、森澤、高橋、上西、富田             | 高橋昭博          |
| 2018年3月11日  | 須藤元気 | 「LET'S START WW3」                                    | 須藤、内山、森澤、高橋、上西、富田       | 須藤元気          |
| 2018年10月9日  | 須藤元気 | 「MISSING BEAUTY」                                     | 須藤、内山、森澤、高橋、富田             | 須藤元気          |
| 2019年1月26日  | 須藤元気 | 「BIG BROTHER」                                        | 須藤、内山、森澤、高橋、富田             | 須藤元気          |
| 2019年4月18日  | 須藤元気 | 「WE ARE ALL ONE」                                     | 須藤、内山、森澤、高橋、富田             | 須藤元気          |
| 2019年12月5日  | 不明     | 「EXODUS」（公開停止中）                               | 内山、森澤、高橋、富田、掛札、木村、静永 | なし              |
| 2021年9月11日  | 須藤元気 | 「CENSORSHIP」                                         | 須藤、内山、森澤、上西、富田             | 須藤元気          |
| 2025年4月12日  | 上西隆史 | 「NEO SAMURAI」                                        | 須藤、内山、森澤、高橋、上西、富田、木村 | 須藤元気          |

## 出演

### テレビ
- 笑っていいとも!（フジテレビ）
- 情報プレゼンター とくダネ!（フジテレビ）
- PON!（日本テレビ）
- メレンゲの気持ち（日本テレビ）　（2012年2月2日　木曜日）
- SMAP×SMAP（フジテレビ）
- Rの法則（NHKEテレ）
- 1番ソングSHOW（日本テレビ）
- 完コピ!!（日本テレビ）
- NEWS ZERO（日本テレビ）
- たましいの授業（TBS）
- 中居正広の金曜日のスマたちへ（TBS）
- 火曜曲!（TBS）
- ちちんぷいぷい（毎日放送）
- スッキリ!!（日本テレビ）
- ZIP!（日本テレビ）
- 行列のできる法律相談所（日本テレビ）
- みんなDEどーもくん!（NHK BSプレミアム）
- アメージング・レース26（CBS）
- しまじろうのわお!（テレビせとうち）
- 全力教室（フジテレビ）　（2013年12月1日　日曜日）

### CM
- アシアナ航空株式会社（2012年7月-2013年3月）
- 洋服の青山（2012年9月-2014年9月）
- 株式会社マクロミル（2012年9月-2013年8月）
- シャープ株式会社（2013年6月-2013年12月）
- 住友商事株式会社（2013年12月-2014年5月）
- 社団法人日本旅行業協会（Japan Association of Travel Agents） (2014年4月-2017年3月)
- TOYOTA Motor Asia Pacific（2014年7月-2015年6月）
- DyDo Drinco Ru（2014年2月-2015年6月）
- GMOクリック証券UK（2015年1月-2015年12月）
- 日本コカ・コーラ「リアルゴールド ワークス」（2016年）[10]
- 小米科技（2016年12月）[11]
- 新光三越（2018年8月）

### イベント
- Worldwide Partner Conference 2011（マイクロソフト主催）オープニングイベント（2011年7月10日、アメリカ・ロサンゼルス、ステイプルズ・センター）
- 日印グローバル・パートナーシップ・サミット2011晩餐会（2011年9月5日、東京都コンベンションホール）
- WORLD DANCING SHOWCASE（2012年4月30日、大阪・HEP HALL）
- MTV VIDEO MUSIC AWARDS JAPAN（2012年6月23日、千葉・幕張メッセ幕張イベントホール）
- Music WolFloW vol.3 ISLAND BEAT FESTIVAL in 伊王島（2012年9月15日、長崎・伊王島野外ステージ）
- 光の回廊2012-甦る古の記憶-（2012年9月16日・飛鳥資料館）
- JCフォーラム2012（名古屋青年会議所主催）（2012年10月21日、愛知・名古屋市公会堂）
- 第9回東京国際ミュージックマーケット ショーケースライブ（2012年10月25日、東京・Zepp DiverCity）
- SKE48　「箱で推せ」（2014年2月1日、愛知・ナゴヤドーム）
- J-POP SUMMIT 2016 (2016年7月22日-7月24日、アメリカ、サンフランシスコ)